# Kanton Bannalec
Bannalec is een voormalig kanton van het Franse departement Finistère. Het kanton maakte deel uit van het arrondissement Quimper. Het werd opgeheven bij decreet van 13 februari 2014 met uitwerking op 22 maart 2015.

## Gemeenten
Het kanton Bannalec omvatte de volgende gemeenten:
- Bannalec (hoofdplaats)
- Melgven
- Le Trévoux